# スタニスワフ・バデーニ

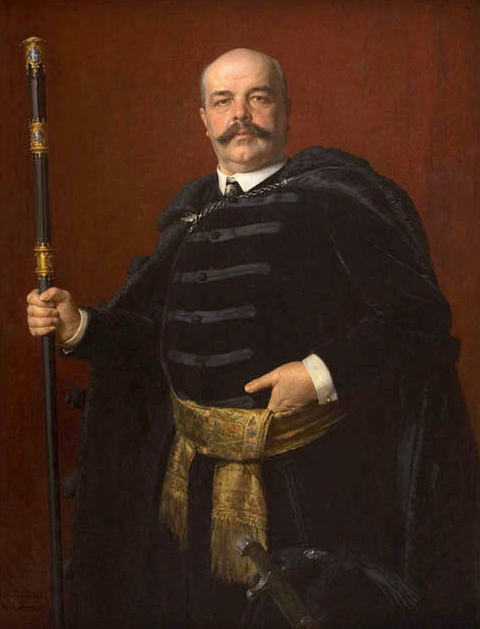
スタニスワフ・バデーニ、カジミェシュ・ポフヴァルスキ画、1903年

スタニスワフ・マルチン・バデーニ（Stanisław Marcin hrabia(Graf) Badeni, 1850年9月7日 - 1912年10月12日）は、オーストリア＝ハンガリー（二重帝国）のポーランド人貴族、政治家。伯爵。ガリツィア（領邦）議会議長（在任1895年 - 1901年、1903年 - 1912年）を務めた。ツィスライタニエン首相を務めたカジミェシュ・フェリクス・バデーニの弟。
政治家であったヴワディスワフ・バデーニ伯爵（Władysław Badeni）の次男として生まれ、1883年にオーストリア領ガリツィア・ロドメリア王国の国会議員に当選した。1895年に王国議会議長（事実上の首相）に選ばれるが、1901年にはアンジェイ・カジミェシュ・ポトツキ伯爵に交替する。ポトツキが1903年にガリツィア総督となるのに伴い、再び議長に就任して死ぬまで務めた。1891年よりオーストリア貴族院の議員も務めた。
議長在任中、オーストリア軍の兵舎に使われていたクラクフのヴァヴェル城をポーランド人側に取り戻し、大規模な復元作業を行った。